# Cesare Pugni

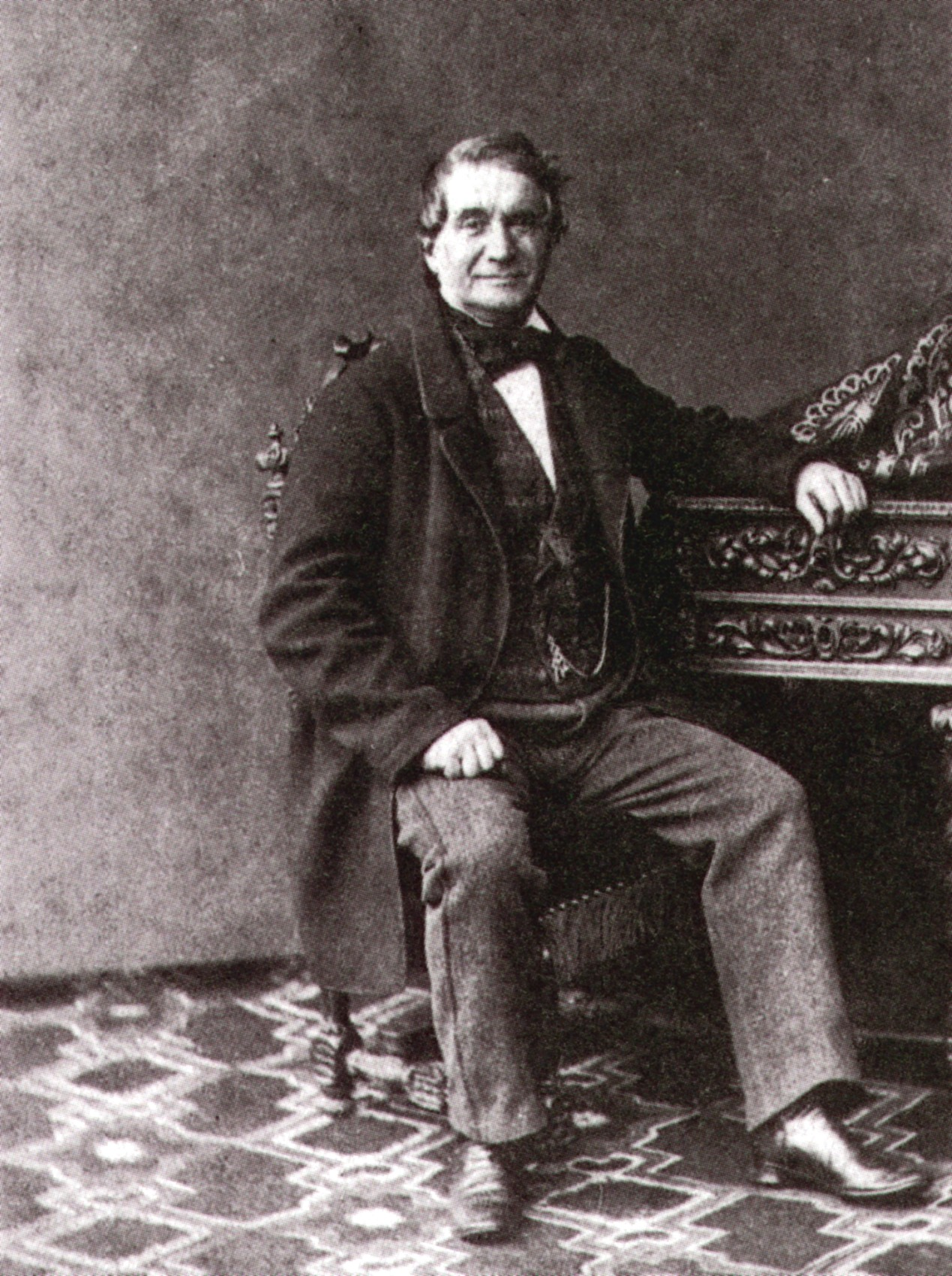
Cesare Pugni, um 1868

Cesare Pugni (russisch: Це́зарь Пуни́ (= Cezar’ Puni); * 31. Mai 1802 in Genua; † 14. Januarjul. / 26. Januar 1870greg. in Sankt Petersburg) war ein italienischer Komponist, Musiker und Pädagoge, der hauptsächlich als Schöpfer zahlreicher Ballettmusiken bekannt ist und mit den größten Choreografen seiner Zeit zusammenwirkte.

## Leben und Wirken
Sein Vater Filippo Pugni war ein Uhrmacher, der seine Werkstatt nahe beim Dom von Mailand gehabt haben soll. Cesare Pugni war ein musikalisches Wunderkind und soll bereits mit 7 Jahren seine erste Sinfonie geschrieben haben. Der seinerzeit bekannte Komponist Peter von Winter nahm den begabten Jungen unter seine Fittiche und sorgte dafür, dass er von 1814 bis 1822 mit einem staatlichen Stipendium am Mailänder Konservatorium studieren konnte. Dort erhielt Cesare Unterricht bei Bonifazio Asioli (Kontrapunkt und Komposition), Alessandro Rolla (Violine) und Carlo Soliva (Musiktheorie).
Nach seiner Zeit am Konservatorium spielte Pugni zunächst Violine in den Orchestern der Mailänder Scala und des Teatro della Canobbiana. Sein erstes Ballett Il castello di Kenilworth (über eine Novelle von Walter Scott) entstand 1823 in Zusammenarbeit mit dem Choreografen Gaetano Gioja für die Mailänder Scala; dies war jedoch, wie damals üblich, eher ein Pasticcio aus Werken verschiedener Komponisten. Seine erste wirklich eigene Ballettmusik war die zu Elerz e Zulnida (1826) für den Choreografen Louis Henry, der so zufrieden mit Pugnis Arbeit war, dass er ihn noch für drei weitere Ballette die Musik verfassen ließ. Auch andere bedeutende Choreografen wurden schnell auf den Komponisten aufmerksam, darunter Salvatore Taglioni, der Onkel der berühmten Ballerina Marie Taglioni, und Giovanni Galzerani.

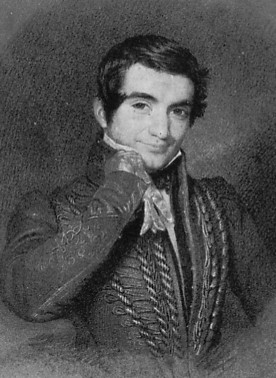
Cesare Pugni, um 1840

Nachdem er schon öfters Einlage-Arien für diverse Opern an der Scala geschrieben hatte, versuchte er sich auch als Opernkomponist. Pugnis erste Oper war Il Disertore svizzero, die 1831 am La Canobbiana uraufgeführt und sehr für ihre Originalität bewundert wurde. In diesen Jahren schrieb er neben einigen weiteren Opern auch Messen, Sinfonien und andere Instrumentalwerke, darunter eine Sinfonia für ein oder zwei Orchester, bei der beide Orchester dasselbe spielen, nur um einige Takte versetzt; dieses Stück wurde von Giacomo Meyerbeer sehr bewundert, der sich eine Abschrift besorgte.
Von 1832 bis 1834 war er maestro al cembalo (eine Art Korrepetitor, der auch Secco-Rezitative in Opern begleitet) an der Scala. Er gab außerdem Violin- und Kompositionsunterricht, und zu seinen Schülern gehörte unter anderem der russische Komponist Michail Glinka. Pugnis so vielversprechend begonnene Karriere kam jedoch bald zu einem abrupten Ende: Zu seinen großen Schwächen gehörte offenbar eine fatale Spielsucht, und da er seine daraus entstandenen Schulden nicht begleichen konnte, floh er Anfang 1834 zusammen mit seiner Frau und seinen Kindern nach Paris, wo sie zunächst in Armut lebten.

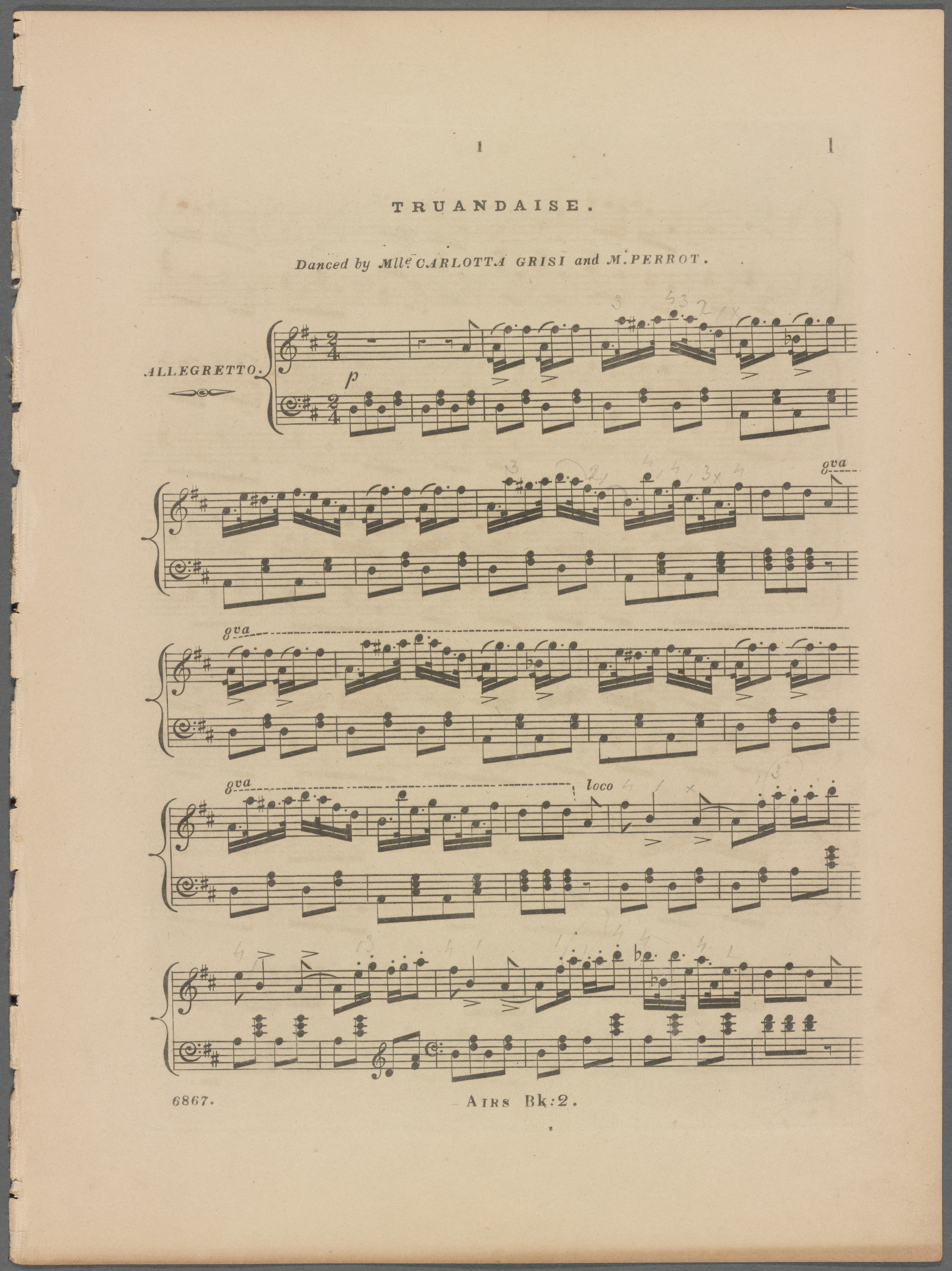
Klavierauszug der sogenannten Truandaise für Carlotta Grisi in Pugnis La Esmeralda (1844)

Pugni hielt sich und seine Familie einige Jahre als Chef-Kopist des Théâtre-Italien über Wasser und arbeitete 1834 auch für den berühmten Opernkomponisten Vincenzo Bellini, der auf Pugnis eigenen Stil einen erheblichen Einfluss hatte. In Bellinis Auftrag kopierte Pugni Teile der Partitur von I Puritani für eine Aufführung am Teatro di San Carlo in Neapel mit Maria Malibran, für deren Stimmumfang einige Arien von Bellini tiefer gesetzt werden mussten. Pugnis prekäre finanzielle Lage verführte ihn jedoch dabei zu einem sehr zweifelhaften Verhalten: ohne Bellinis Wissen machte er eine zweite Kopie der ganzen Partitur und verkaufte diese zu einem hohen Preis an das Teatro San Carlo. Als Bellini erfuhr, dass Pugni, den er nicht nur für seine Arbeit bezahlt, sondern auch darüber hinaus mit Geld und Kleidung unterstützt hatte, ihn so hinterging, „erschütterte“ dies „seinen Glauben in die menschliche Natur“. Mit Rücksicht auf Pugnis Frau und seine sechs kleinen Kinder behielt er den Vorfall jedoch für sich.
1836 schrieb Pugni zu Louis Henrys letztem Ballett Liacone die Musik und begab sich dafür nach Neapel, wo die Uraufführung am San Carlo stattfand.
1837 kehrte er nach Paris zurück und arbeitete bis 1840 für das Casino Paganini. Daneben war er bis 1843 eine Art musikalischer „Ghostwriter“ für die Pariser Oper; dabei orchestrierte und arrangierte er die Ballette anderer Komponisten und schrieb auch, ohne dass sein Name genannt wurde, Balletteinlagen für verschiedene Tänzerinnen. An der Pariser Oper lernte er den Choreografen Jules Perrot kennen, der von seinem Talent und seiner Leichtigkeit und Schnelligkeit in der Komposition beeindruckt war, und mit dem er viele Jahre zusammenarbeiten sollte.

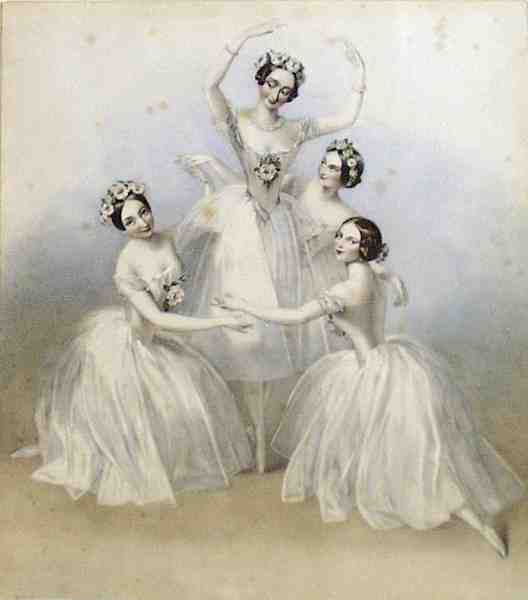
Carlotta Grisi, Marie Taglioni, Lucile Grahn und Fanny Cerrito im Pas de quatre, 1845

Von 1843 bis 1850 war Pugni offiziell als Ballett-Komponist beim Her Majesty’s Theatre in London angestellt, wo er gemeinsam mit Perrot und den beiden anderen bedeutenden Choreografen dieser Zeit, Arthur Saint-Léon und Paul Taglioni, pro Jahr etwa 4 oder 5 größere Ballette, und dazu Divertissements und Einzeltänze schuf, in denen die berühmtesten, ja legendären Ballerinen der Romantik tanzten. Die meisten dieser Werke waren ein Erfolg, darunter Perrots Ballette Ondine (1843), La Esmeralda (1844), Éoline (1845), Lalla Rookh und Catarina (1846), sowie der berühmte etwa 15-minütige Pas de Quatre (1845), der keine Handlung hat, sondern dessen Musik und Choreografie ausschließlich die feminine Anmut und Grazie der vier Ballerinen Marie Taglioni, Fanny Cerrito, Carlotta Grisi und Lucile Grahn herausstellen sollte. Zusammen mit Paul Taglioni schuf Pugni unter anderem Coralia und Théa ou La Fée aux fleurs (1847) sowie Les Métamorphoses (oder Satanella; 1850). Taglioni nannte Pugni später den größten Komponisten von Ballettmusik, mit dem er je gearbeitet habe. Pugni reiste während dieser Zeit auch manchmal nach Paris, um mit Saint-Léon zu arbeiten, und schrieb für diesen die Musik zu La Vivandière (1844) und Stella (1850), und eine neue Version von dessen Le Violon du Diable (1849).
Einige Ballette von Perrot und Pugni wurden auch an der Scala und an der Hofoper in Berlin gegeben, und 1848 ging Perrot nach Sankt Petersburg, um dort La Esmeralda mit Fanny Elssler auf die Bühne zu bringen. Nachdem Perrot dort 1850 zum ersten Ballettmeister gekürt worden war, wurde auf dessen Empfehlung hin auch Cesare Pugni nach Russland berufen. Dieser hatte inzwischen in England zum zweiten Mal geheiratet und kam Ende 1850 mit seiner neuen Frau Marion (oder Mary Ann) Linton und seinen sieben Kindern nach Sankt Petersburg, wo man für ihn eigens den neuen Posten eines „Ballettkomponisten der Kaiserlichen Theater“ kreierte.

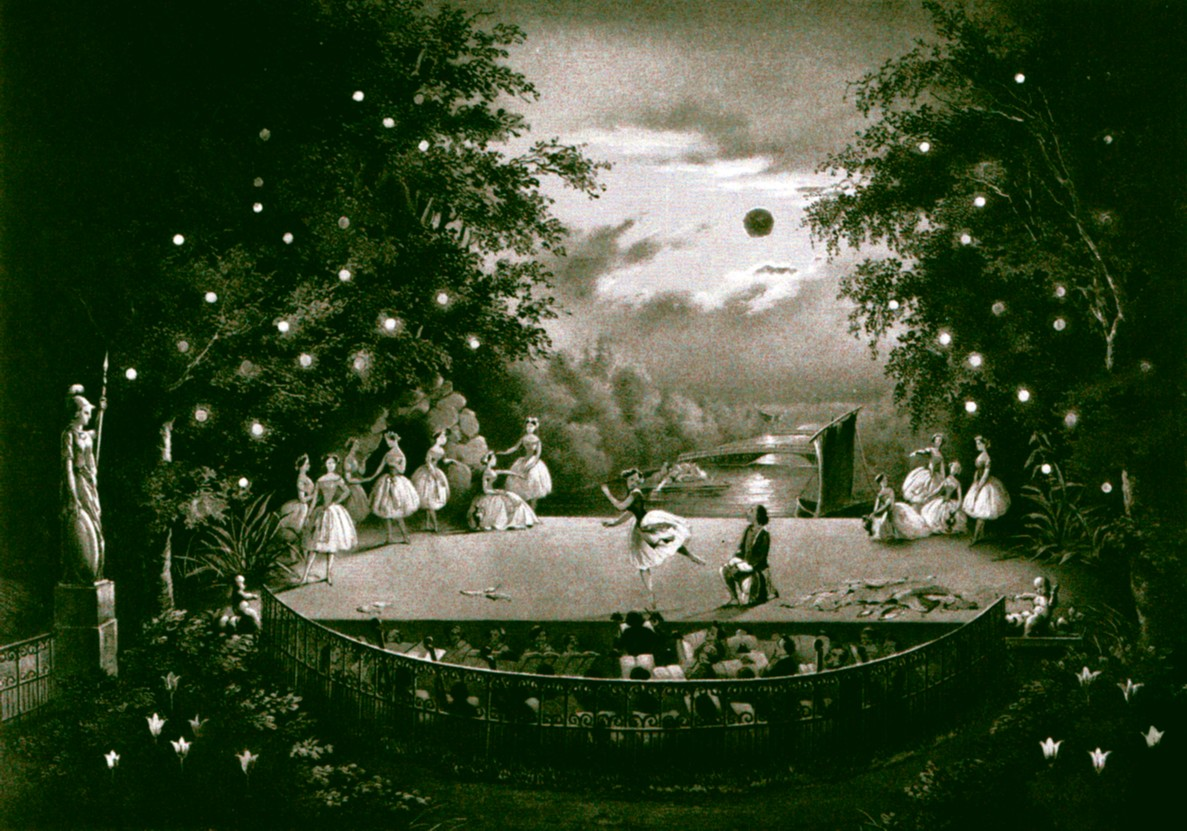
Aufführung von Ondine in Schloss Peterhof mit Carlotta Grisi, 1851

Für das russische kaiserliche Ballett überarbeiteten Perrot und Pugni bis 1858 viele ihrer erfolgreichen älteren Ballette nach den Bedürfnissen des Sankt Petersburger Publikums, das große, abendfüllende Ballette zu sehen wünschte. Für diese Zweitfassungen (z. B. von La Esmeralda und Ondine) erweiterte Pugni seine früheren Partituren um neue Kompositionen und reicherte auch die Orchestrierung an. Daneben schufen sie neue Ballette, wie La Guerre des femmes (1852), Gazelda, ou Les Tziganes (1853) oder Armida (1855).
1855 arbeitete Pugni mit der Musik für L’Étoile de Grenade zum ersten Mal mit Marius Petipa zusammen, der schon vor ihm als Tänzer nach Russland gekommen, und für den dieses sein erstes (nachgewiesenes) Ballett war.
Nach Perrots Entlassung und Abreise aus Sankt Petersburg (1858) komponierte Pugni die meisten Ballettmusiken für die beiden konkurrierenden Choreografen Arthur Saint-Léon und Petipa. Mit Saint-Léon entstanden unter anderem die Ballette Graziella (1860), Nymphes et Satyre (1861) und La Perle de Séville (1862); und für Petipa komponierte er unter anderem die Musik zu Le Dahlia bleu (1860), Terpsichore (1861) und Titania (1866; unter Verwendung der Musik von Mendelssohn zum Sommernachtstraum). Pugnis heute wohl bekannteste Tanzeinlagen für Ballette anderer Komponisten aus seiner russischen Zeit sind mehrere Stücke, die er für Petipas Revisionen von Adams Le Corsaire schrieb (1858, 1863, 1868), und die auch heutzutage vor allem in Russland bei Aufführungen dieses Balletts regelmäßig dargeboten werden, darunter der sogenannte Petit Corsaire.
Wie die Zusammenarbeit von Pugni mit den Choreografen aussah, berichtete sehr anschaulich die Ballerina Jekaterina Wasem:

„Gewöhnlich komponierte Pugni die Musik für die verschiedenen Choreografien direkt während der Proben der neuen Ballette. Seine Anwesenheit während der Proben war obligatorisch. Da es im Probensaal kein geeignetes Möbelstück gab, setzte er sich an die Fensterbank, die ihm als Schreibtisch diente. Es kam vor, dass er eine Variation nach den Anweisungen von Petipa schrieb, und der Violin-Repetiteur sie spielte. Petipa gefiel sie nicht, und Pugni tauschte sie durch eine andere aus. Manchmal war der Komponist nicht einverstanden mit dem Choreografen und sie gerieten in Streit; der feurige Italiener hatte keine Angst Petipa anzuschreien. “Misch Dich nicht in Sachen ein, die Dich nichts angehen, wenn Du keine Ahnung von Musik hast!” rief Pugni auf französisch und manchmal blieb Petipa nichts übrig als klein beizugeben. Im Allgemeinen arbeitete Pugni mit einer Leichtigkeit ohne Gleichen, und die kurzen Zeiträume, in denen er die Partituren der Großen Ballette in mehreren Akten schrieb, erscheinen absolut unglaublich.“

In der Tat komponierte er beispielsweise die Musik zu La Fille du Pharaon (1862) in nur 6 Wochen (zum Vergleich: Tschaikowsky brauchte später für die Komposition seiner Ballette mindestens ein Jahr, konnte seine Partituren dabei aber natürlich komplexer ausarbeiten).

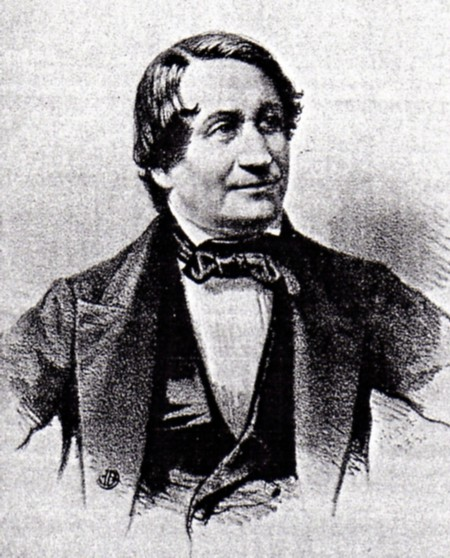
Cesare Pugni, um 1860

Pugnis Privatleben nahm jedoch zu dieser Zeit recht komplizierte Formen an: neben seiner offiziellen Familie mit seiner Ehefrau, hatte er noch eine zweite Familie mit einer Geliebten, der Leibeigenen Daria Petrowna, mit der er bis zu seinem Tode acht weitere Kinder hatte. Diese Situation und die Tatsache, dass er nach wie vor spielte und auch zu viel trank, trug dazu bei, dass er nach 1860 immer unzuverlässiger wurde, Kompositionen zu spät ablieferte, Schulden machte und immer wieder finanzielle Unterstützung von Seiten verschiedener Freunde und Tänzer benötigte.
Auch seine 1861 erfolgte Berufung zum Lehrer für Kontrapunkt und Komposition am neuen Petersburger Konservatorium durch dessen Leiter Anton Rubinstein scheint Pugni finanziell nicht viel geholfen zu haben.
Trotzdem gelangen ihm nach wie vor einige große Erfolge, wie das Ballett La Fille du Pharaon (1862) mit Petipa. Für Saint-Léon schrieb Pugni 1864 die Musik zu Das bucklige Pferdchen – ein Werk, das in die Musikgeschichte als erstes „russisches Ballett“ eingegangen ist und ausgerechnet dafür von russischen Nationalisten und späteren sowjetrussischen Autoren kritisiert wurde, weil sie es nicht akzeptieren konnten, dass ausgerechnet zwei Ausländer das zustande gebracht hatten. Das Ballett blieb trotz aller Kritiken und trotz der Oktoberrevolution fast hundert Jahre im Repertoire.
Pugnis letzte Ballette (mit Petipa) waren Le Roi Candaule von 1868 und der Einakter Les deux étoiles von 1869, das für eines von Pugnis größten Werken gehalten wurde, aber heute wie die meisten anderen vergessen ist.
Cesare Pugni starb am 26. Januar 1870 mit 67 Jahren und hinterließ eine große Nachkommenschaft in völliger Armut. Er wurde auf dem römisch-katholischen Vyborgskaya-Friedhof in Sankt Petersburg begraben. Sein Grab wurde 1939 völlig zerstört.
Marius Petipa versuchte Pugnis Familie durch eine Gala-Benefiz-Vorstellung zu Ehren des Komponisten im Mai 1870 zu helfen; dabei wurden Ausschnitte aus vielen seiner Werke aufgeführt und die Einnahmen gingen an seine Familie. Petipa brachte auch eine Revision von Catarina, ou La Fille du Bandit heraus, deren Premiere am 13. November/1. November 1870 wiederum eine Benefiz-Vorstellung für Pugnis Familie war.
Cesare Pugni hatte einige bekannte oder berühmte Nachfahren: Sein Sohn Ettore (russisch: Viktor) Cezarevic Pugni († 1889) war Flötist im Orchester des Mariinski-Theaters und hatte aus einer unehelichen Beziehung mit der Ballerina Ekaterina Xenofontovna Shiryaeva einen Sohn namens Alexander Viktorovich Shiryaev (1867–1941). Dieser war ein berühmter Tänzer, Choreograf und Mitautor eines Buches über den Charaktertanz.

Der russische Maler und Schriftsteller Iwan Albertowitsch Puni (1892–1956) war ein Sohn von Alberto Linton-Pugni (1848–1925), einem Sohn von Pugni aus dessen Ehe mit seiner zweiten Frau Marion Linton.

Ein Urenkel von Pugni, und Enkel seines Sohnes Cesare, war Avksentij Cezarevich Puni (1898–1985), ein Begründer der Sportpsychologie.

## Werke (Auswahl)

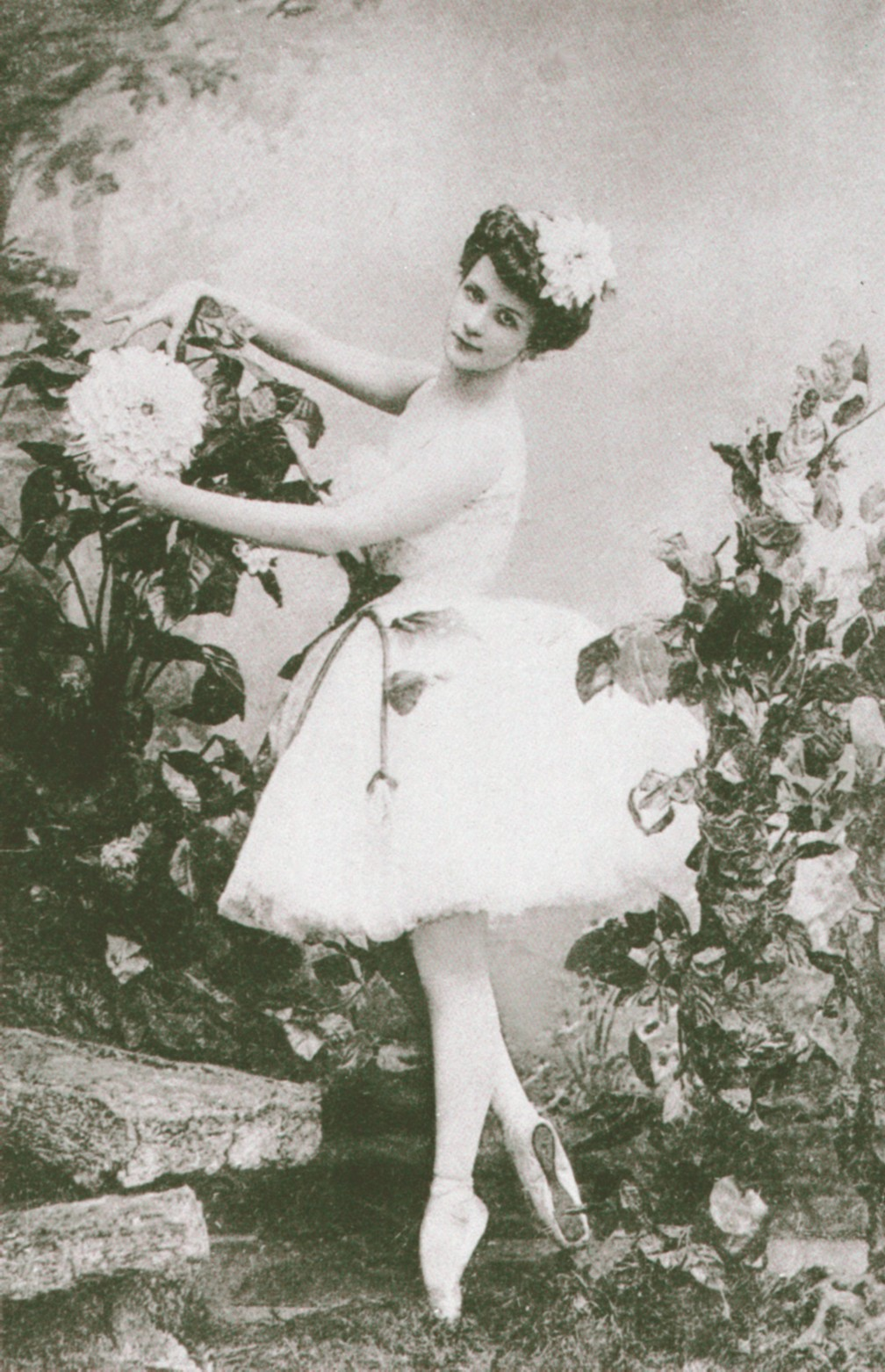
Ljubov Egorova in Pugnis und Petipas Le Dahlia bleu, 1905

### Ballettmusiken
- für die Mailänder Scala
  - Il Castello di Kenilworth (1825, Gaetano Gioja)
  - Elerz e Zulmida (1826, Louis Henry)
  - L’Assedio di Calais (1827, Louis Henry)
  - Pelia e Mileto (1827, Salvatore Taglioni)
  - Don Eutichio della Castagna, ossia La Casa disabitata (1827)
  - Agamennone (1828)
  - Adelaide di Francia (1829, Louis Henry)
  - Macbeth (1830, Louis Henry)
  - William Tell (1833)
  - Monsieur de Chalumeaux (1834)

- für das Teatro di San Carlo, Neapel
  - Liacone (1836, Louis Henry)

- für das Her Majesty’s Theatre, London
  - L’Aurore (1843)
  - Les Houris (1843)
  - Ondine, ou la Naïade (1843, Jules Perrot)
  - Hamlet (1843) – nie aufgeführt
  - Le Délire d’un peintre (1843, Jules Perrot)
  - La Esmeralda (1844, Jules Perrot)
  - Myrtelde, ou La Nymphe et le papillon (1844) – nie aufgeführt
  - La Polka, Bühnentanz (1844)
  - La Vivandière (1844, Arthur Saint-Léon)
    - La Vivandière, zweite Fassung für Paris (1848)

  - Zélia, ou La Nymphe de Diane (1844)
  - La Paysanne Grande Dame (1844)
  - Jeanne d’Arc (1844) – nie aufgeführt
  - Éoline, ou La Dryade (1845, Jules Perrot)
  - Kaya, ou L’amour voyageur (1845)
  - La Bacchante (1845)
  - Rosida, ou Les Mines de Syracuse (1845, Arthur Saint-Léon)
  - Pas de Quatre, ballet divertissement (1845, Jules Perrot)
  - Diane (1845)
  - Catarina, ou La Fille du Bandit (1846, Jules Perrot)
  - Lalla Rookh (1846, Jules Perrot) – die Musik für das 2. und 3. Tableaux enthält Passagen aus Félicien Davids symphonischer Ode Le désert (1844)
  - Le Jugement de Pâris (1846, Jules Perrot)
  - Coralia, ou Le Chevalier inconstant (1847, Paul Taglioni)
  - Méphistophéla (1847) – nie aufgeführt
  - Théa, ou La Fée aux fleurs (1847, Paul Taglioni)
  - Orinthia, ou Le Camp des Amazones (1847)
  - Les Eléments (1847) – Musik zusammen mit Giovanni Bajetti
  - Fiorita et la Reine des elfrides (1848)
  - Les Quatre saisons (1848)
  - Electra, ou La Pléiade perdue (1849)
  - La Prima Ballerina, ou L’embuscade (1849)
  - Les Plaisirs de l’hiver, ou Les Patineurs (1849, Paul Taglioni)
  - Les Métamorphoses (auch: Satanella) (1850, Paul Taglioni)
  - Les Graces (1850)
  - Les Délices du sérail (1850)

- für die Pariser Oper:
  - Stella, ou Les Contrebandiers (1850, Arthur Saint-Léon)

- Überarbeitungen eigener Werke für das russische Kaiserliche Ballett, Sankt Petersburg
  - Le rêve du peintre, erweiterte Fassung von Le Délire d’un peintre (1848, Jules Perrot)
  - Esmeralda, erweiterte Fassung in 3 Akten (1849, Jules Perrot)
  - (Ondine ou) La Naïade et le pêcheur, erweiterte Fassung von Ondine in 3 Akten (1851, Jules Perrot)
  - Le Jugement de Pâris, erweiterte Fassung (1851, Jules Perrot)
  - Markitenka, erweiterte Fassung von La Vivandière (1855, Jules Perrot)
  - La Fille de marbre (1856, Arthur Saint-Léon), Revision von Alma (Jules Perrot)
  - Éoline, ou La Dryade, erweiterte Fassung (1858, Jules Perrot)
  - La Danseuse voyageuse (1865, Marius Petipa), Revision von La Prima Ballerina, ou L’embuscade (1864)
- Neue Werke für das russische Kaiserliche Ballett, Sankt Petersburg
  - La Guerre des femmes, ou Les Amazones du neuvième siecle (1852, Jules Perrot)
  - Gazelda, ou Les Tziganes (1853, Jules Perrot)
  - Marcobomba (1854, Jules Perrot)
  - L’Étoile de Grenade, Ballet divertissement (1855, Marius Petipa)
  - Armida (1855, Jules Perrot)
  - La Petite marchande de bouquets (1857, Jules Perrot)
  - L’lle des muets (1857, Jules Perrot)
  - Une mariage au temps de la Régence, Ballett in 2 Akten (1858, Marius Petipa)
  - Le Marché des parisiens, Ballet comique in 1 Akt (1859, Marius Petipa)
    - 2. Fassung als Le Marché des Innocents für die Pariser Oper (1861)

  - Le Dahlia bleu (Die blaue Dahlie), Ballet fantastique in 2 Akten (1860, Marius Petipa)
  - Graziela, ou Les Dépits amoureux (1860, Arthur Saint-Léon)
    - 2. Fassung als Diavolina für Paris; Pugni verwendete für die Musik traditionelle neapolitanische Weisen (gen. Passatempi Musicali) und die Chasse aux Hirondelles von Massimiliano Graziani (1863)

  - Les Nymphes et le satyre (1861, Arthur Saint-Léon)
  - Terpsichore, Ballett in 1 Akt (1861, Marius Petipa)
  - La Fille du Pharaon (Die Tochter des Pharao), Grand Ballet in 4 Akten (1862, Marius Petipa)
  - La Perle de Séville (1862, Arthur Saint-Léon)
  - La Beauté du Liban, ou l’esprit de la montagne, Ballet fantastique in 3 Akten (1863, Marius Petipa)
  - Das bucklige Pferdchen, Grand Ballet in 3 Akten (1864, Arthur Saint-Léon)
  - Florida, Ballett in 3 Akten (1866, Marius Petipa)
  - Titania, Ballett in 1 Akt (1866, Marius Petipa)
  - L’Amour bénévolent, Ballett in 1 Akt (1868)
  - L’Esclave, Ballet divertissement (1868, Marius Petipa)
  - Le Roi Candaule, Grand Ballet in 4 Akten (1868, Marius Petipa)
  - Les deux étoiles, Ballet anacréontique in 1 Akt (1871, Marius Petipa)

- Überarbeitungen bzw. Ergänzungen von Balletten anderer Komponisten
  - La Fille de Marbre (1847), Revision von Alma (Jules Perrot) – Originalmusik von Michael Costa
  - Le Violon du Diable (1849), Neue Version von Saint-Léons Tartini il Violinista (Teatro La Fenice, Venedig, 1848) – Originalmusik von Giovanni Felis und Violinsoli von Saint-Léon
  - Leda, das Schweizer Milchmädchen (1849) – Originalmusik von Adalbert Gyrowetz und Michele Carafa (1821)
  - L’Élève des fées (1850), Revision von La Filleule des fées – Originalmusik von Adolphe Adam (1849)
  - La Femme capricieuse, Revision von Le Diable à quatre (1850) – Originalmusik von Adolphe Adam (1845)
  - La Belle flamande, Revision La Jolie Fille de Gand (1851) – Originalmusik von Adolphe Adam (1842)
  - Vert-Vert (1852) – Originalmusik von Édouard Deldevez
  - Faust (1854) – Originalmusik von Giacomo Panizza, Niccolò Bajetti und Michael Costa (1848)
  - Le Corsaire (1858) – Originalmusik von Adolphe Adam (1856)
  - Robert et Bertrand, ou Les deux voleurs (1858) – Originalmusik von Herman Schmidt
  - Jovita, ou Les Boucaniers mexicains (1859, Arthur Saint-Léon) – Originalmusik von Théodore Labarre (1853)
  - Saltarello, ou La Dansomanie (1859, Arthur Saint-Léon) – Originalmusik von Arthur Saint-Léon
  - La Somnambule, ou L’Arrivée d’un nouveau seigneur (1859) – Originalmusik von Ferdinand Hérold (1827)
  - Pâquerette (1860, Arthur Saint-Léon) – Originalmusik von François Benoist (1851)
  - La Perle de Séville (1861) – Originalmusik von Santos Pinto
  - Météora, ou Les Étoiles de Grandville (1861, Arthur Saint-Léon) – Originalmusik von Santos Pinto
  - Théolinda l’orpheline (1862, Arthur Saint-Léon), Revision von Le Lutin de la vallée – Originalmusik von Eugène Gautier
  - Satanella (1866), Revision von Le Diable amoureux – Originalmusik von Napoléon Henri Reber und François Benoist (1840)
  - Le Basilisque (1869) – Originalmusik von Massimiliano Graziani

### Opern
- Il Disertore svizzero, ossia La Nostalgia, melodramma semiserio in 2 Akten (1831)
- La Vendetta, melodramma tragico in 2 Akten (1832)
- Ricciarda di Edimburgo, melodramma serio in 2 Akten (1832)
- L’Imboscata, melodramma buffo in 3 Akten (Adaption eines Werkes von Thaddäus Weigl) (1833)
- Il Carrozzino da vendere, melodramma buffo in 1 Akt (1833)
- Il Contrabbandiere, melodramma buffo in 2 Akten (1833)
- Un Episodio di San Michele, melodramma giocoso in 2 Akten (1834)

### Kantaten
- Ai passi erranti
- Kantate (ohne Titel) für Ennio Pouchard und Mme. Serda (1837)
- La Toussaint (Text: Joseph Méry) für die Eröffnung des Casino Paganini
- Inno alla beneficenza (Text: Felice Romani) (1833)
- Lyrical Ode (Text: John Oxenford). Aufgeführt von Sanchioli Gardoni Bouché “for the benefit of the fund for the relief of the distressed Irish and Scots” (1847)

### Sinfonien
- Sinfonia (1809. Pugnis erste Komposition)
- Sinfonia D-moll: In morte di Giacomo Zucchi („Zum Tode von Giacomo Zucchi“) (Mailand, 1822)
- Sinfonia E-moll (für ein Privatkonzert bei Fürst Borromeo)
- Sinfonia F-Dur (im Auftrag von Fürst Borromeo)
- Sinfonia D-Dur (1826, für ein Privatkonzert bei Carlo Rota)
- Sinfonia per una o due Orchestre, oder Sinfonia a cànone D-Dur (La Scala, ca. 1830. „gewidmet dem berühmten Maestro Alessandro Rola“)
- Sinfonia E-moll (Milan, c. 1830. “gewidmet Bonifazio Asioli”)
- Sinfonia A-moll: L’ultima ora di un condannato per opinione („Letzte Stunde eines Verdammten“) (La Scala, ca. 1826–1833)
- Sinfonia in drei Sätzen (Villa Borghese, Sankt Petersburg, 22. Juli/10. July 1855. Musikalische Dichtung oder Programmsinfonie)

### Kammermusik
- Divertimento für Violine solo (Mailand, 1820)
- Divertimento für Flöte solo (Mailand, 1821)
- Quartett B-Dur für Klarinette, Violine, Viola und Cello (Mailand, ca. 1824)
- Quartett A-moll für Klarinette, Violine, Viola und Cello (Mailand, ca. 1825)
- Quartett A-moll für Flöte, Klavier, Viola und Cello (Mailand, ca. 1825)
- Quartett B-Dur für Flöte, Englischhorn, Violine und Klavier
- Quartett Es-Dur for clarinet, violin, viola, and cello (Mailand)
- Petit Trio C-Dur für Klavier, Violine und Cello (Sankt Petersburg, circa 1870)
- Serenade C-moll für Viola, Violine und Cello
- Serenade D-Dur für Violine, Viola obbligata, 2. Viola und Cello (Mailand)
- Serenade Es-Dur für Flöte, Englischhorn, Klarinette, 2 Hörner und 2 Fagotte
- Ottavino F-Dur für Flöte, Oboe, Fagott, 2 Violinen, Viola, Cello und Bass
- Terzettino G-Dur für 2 Violinen und Viola (Mailand)
- Redowa-Polka A-Dur für Violine solo: Il Carnevale di Milano (Mailand, ca. 1845)

### Sakralmusik
- Messe für 2 Tenöre und Bass, mit Violine, Englischhorn, 3 Violen, 2 Celli und Kontrabass (Mailand, 1827)
- Messe für Chor und Orchester (Correggio, 1831)
- Messe für Solo-Tenor, mehrere Bässe und den Chor der Scala (Bologna, Basilica di Santa Maria dei Servi, Oktober 1832–November 1833)
- Kyrie e Gloria
- Messa e Kyrie e Gloria, für 3 Solisten, Chor und Orchester
- Magnificat E-Dur für 2 Tenöre, 2 Bässe und Orchester